# KLK1
KLK1‏ (Kallikrein 1) هوَ بروتين يُشَفر بواسطة جين KLK1 في الإنسان.